# 高桥镇站
高桥镇站是一个沈山线上的铁路车站，位于辽宁省葫芦岛市高桥镇，建于1899年，目前为四等站，邮政编码为121505。目前客运：办理旅客乘降；行李、包裹托运；货运：办理直达整车、零担货物发到；不办理罐装危险货物发到。